# Edscha
Edscha es un fabricante alemán de la industria auxiliar del automóvil, especialista en sistemas de techo descapotable. La compañía tiene sede en Hengersberg, Baja Baviera. Tiene fábricas en varios continentes: en Pontiac, Detroit (EE. UU.); en Niágara, Canadá; en Toluca de Lerdo, México; en Coventry, Reino Unido; en Les Ulis, Francia; Burgos, España; en Cantabria, España; en Velky Meder, Eslovaquia; en Ratisbona, Alemania; en Shanghái, China; en Yokohama, Japón; en Toliatti, Rusia.

## Innovación
Edscha es uno de los tres productores de capotas más importantes del mundo. La compañía ha fabricado sistemas convertibles para vehículos como Jaguar XK; Audi 3, Peugeot 207CC; BMW 3-series VHT; Smart Fortwo y Maybach Landaulet. Asimismo, ha lanzado productos innovadores, incluyendo el techo de peso ligero del BMW Z4 con un peso total de único 24 kg, el benchmark descapotable con línea aerodinámica y aeroacústica para el BMW 6-series con un nivel de ruido de 62dBA a los 100 km/h, el sistema 4-seater con parte superior retráctil convertible del Mercedes-Benz SLR para una velocidad superior a los 340 km/h. 
Edscha ha desarrollado tecnologías para descapotables, como la espuma inyectada mediante insulation (BMW 6-series y Rolls-Royce), el material de estructura de composite de peso ligero (Smart Roadster y BMW Z8), el techo solar (Smart Roadster y Smart Fortwo), el llamado finned styled softtop (BMW 6-series y Lamborghini Gallardo Spyder), así como el primer sistema de pinza para convertibles en el mundo.

## Insolvencia y venta
En febrero de 2009, Edscha fue investigada por insolvencia. Como consecuencia, Edscha Cabrio-Dachsysteme se separó de su matriz, Edscha AG,  que pasó a fusionarse con la compañía Webasto AG como división de sistemas convertibles. La suma de ambas empresas dio como resultado Webasto-Edscha Cabrio.
En 2010, Edscha Cabrio-Dachsysteme, que pertenecía anteriormente a Edscha AG, fue adquirida por la empresa auxiliar española Gestamp Automoción, una de las empresas auxiliares del automóvil más importante del mundo, según Automobile Produktion Magazine. 

## Producción histórica de módulos de techo
Edscha ha producido módulos de techo para los siguientes vehículos:
- BMW 3-series Convertibles (1985)
- BMW Z1 Roadster (1988)
- Audi 80 Convertible (softtop y hardtop) (1991)
- BMW 3-las series Convertibles (1993)
- Volvo C70 Convertible (1997)
- Landrover Freelander Convertible (1998)
- Audi TT Roadster (1999)
- BMW Z8 Roadster (softtop y hardtop) (1999)
- BMW 3-las series Convertibles (1999)
- Opel Astra Convertible (2000)
- BMW Z4 Roadster (2002)
- Smart Roadster (softtop y hardtop) (2003)
- Chrysler PT Cruiser Convertible (2004)
- BMW 6 Serie Convertible (2004)
- Aston Martin DB9 Volante (2005)
- Lamborghini Gallardo Spyder (2005)
- Bentley Azure Drophead (2006)
- Jaguar XK Convertible (2006)
- Audi TT Roadster (2006)
- Mercedes-Benz / McLaren SLR Roadster (2007)
- BMW 3 Serie Convertible (2007)
- Peugeot 207CC Convertible (2007)
- Smart Fortwo Cabrio (2007)
- Rolls-Royce Phantom Drophead (2007)
- Audi Un3 Convertible (2008)
- Maybach Landaulet (2008)
- BMW Z4 Roadster (2009)
- Alfa Romeo 8C Araña (2009)

La producción ha sido transferida a la nueva compañía Webasto-Edscha Cabrio.